# 평화홀딩스
평화홀딩스(平和Holdings)는 대한민국의 지주 기업이다. 평화그룹의 지주회사로 본사는 대구시 달성군 논공읍 논공로 597에 위치해 있으며 대표이사는 김종석이다.

## 역사
1950년 10월에 설립된 평화산업으로 설립되어 2006년 5월 1일 지주회사로 전환하면서 상호를 변경하고 방진·호스 제조 사업부문을 인적분할하여 신설 법인 평화산업(주)으로 이전하였다.

## 정치테마주
자동차부품을 만드는 평화산업을 자회사인 평화산업의 생산시설이 김문수 장관의 고향 경상북도 영천에 있다는 이유로 김 장관 테마주로 분류되어 있다.

## 종속기업
- 예원파트너스
- 천진평화기차배건
- 평화기공

## 같이 보기
- 수소
- 평화산업
- 평화오일씰공업

## 참고문헌
1. ↑  <유>평화홀딩스, 4.35% 오르며 체결강도 강세 지속(227%), 서울경제, 2023.03.09
2. ↑  평화홀딩스, 11%대 급등...빈 살만 방한 앞두고 수소주 강세, 인포스톡데일리, 2022-11-16
3. ↑  평화홀딩스 자회사 평화오일씰공업, 사업부 분할해 독립법인 설립, 비즈니스포스트, 2020-01-14
4. ↑  평화산업㈜지주회사체제전환, 2006-02-06[깨진 링크(과거 내용 찾기)]
5. ↑  삼성전자 장기 투자하느니 정치 테마주 단타… 투기판 된 증시 비즈조선 2025-03-03